# Anson (Schiff, 1942)
Die HMS Anson (79) war ein Schlachtschiff der King-George-V-Klasse, das in den 1930er-Jahren für die Royal Navy gebaut wurde.

## Geschichte
Die Anson, benannt nach George Anson, 1. Baron Anson, wurde am 20. Juli 1937 bei Swan, Hunter & Wigham Richardson in Newcastle upon Tyne auf Kiel gelegt, am 24. Februar 1940 vom Stapel gelassen und am 22. Juni 1942 als Flaggschiff des 2. Schlachtgeschwaders der Home Fleet in Dienst gestellt.
Von September 1942 bis Januar 1943 übernahm die Anson die Sicherung der Nordmeergeleitzüge von Großbritannien in die UdSSR. Am 2. September 1942 begleitete sie Konvoi QP 14, am 29. Dezember Konvoi JW51B, am 23. Januar 1943 Konvoi JW 52 und am 29. Januar Konvoi RA 52. Am 4. Oktober 1943 beteiligte sie sich im Rahmen von Operation Leader am Angriff auf Bodø durch den Flugzeugträger Ranger. Im November 1943 kehrte die Anson wieder ins Nordpolarmeer zurück, wo sie wieder als Geleitschutz eingesetzt wurde. Am 3. April 1944 beteiligte sie sich im Rahmen von Operation Tungsten am Angriff auf das deutsche Schlachtschiff Tirpitz.
Im Juni kehrte die Anson in die Heimat zurück und wurde nach ihrer Ankunft in Devonport für eine Überholung ausgemustert. Nach dem Abschluss der Arbeiten im März 1945 wurde die Anson wieder in den aktiven Dienst gestellt und der Pacific Fleet zugeteilt. Am 25. April 1945 verließ das Schiff Scapa Flow in Richtung Mittelmeer, durchquerte den Sueskanal und traf im Juli 1945 in Sydney ein. Anschließend begann sie mit Vorbereitungen für Operation Downfall, wo sie zusammen mit der Duke of York, der Colossus, der Venerable und der Vengeance eine zweite britische Task Force bilden sollte, die mit dem Hauptverband der britischen Pazifikflotte in der 3. US-Flotte bei der geplanten Invasion von Kyushu zum Einsatz kommen sollte. Nach der Kapitulation Japans am 15. August wurde sie für die Besatzungstruppen in Singapur ausgewählt, die aus der Anson, der Vengeance und vier Zerstörern bestanden. Die Singapur-Force wurde später wegen logistischer Probleme aufgelöst und stattdessen der Hongkong-Force unterstellt. Die Anson traf am 29. August vor Hongkong ein. Während Konteradmiral Harcourt in Begleitung von der Euryalus, Prince Robert und den Zerstörern in den Hafen einlief, blieben die schweren Schiffe wegen der bestehenden Verminungsgefahr vor der Küste. Konteradmiral Harcourt wurde unmittelbar danach zum Generalgouverneur ernannt und Konteradmiral Daniel auf der Anson übernahm das Kommando über die Streitkräfte. Die Anson diente in der Folge bis zum Dezember 1945 als Basisschiff in Hongkong, wo sie 400 Mann Besatzung und 230 Marinesoldaten für Garnisons- und Polizeiaufgaben usw. anlandete. Im Oktober 1945 löste sie die King George V als Flaggschiff des 1. Schlachtgeschwaders ab. Im November wurde sie als Wachschiff nach Tokio abkommandiert und kehrte Anfang Dezember nach Hongkong zurück. Im Dezember wurde sie von der Duke of York als Basisschiff abgelöst und verließ Hongkong am 26. in Richtung Sydney. Im Februar 1946 beförderte sie den Herzog und die Herzogin von Gloucester von Hobart, Tasmanien, nach Sydney. Im März besuchte sie Yokohama, Kobe und Kure. Von Mai bis Juni 1946 wurde sie auf Bermuda überholt. Am 21. Juni 1946 verließ sie Hongkong in Richtung Heimat, wo sie nach ihrer Ankunft am 29. Juli 1946 in Portsmouth erneut überholt und nach dem Abschluss der Arbeiten im Oktober 1946 der Home Fleet zugeteilt wurde. Im August wurde sie für die Home-Fleet-Ausbildungsstaffel ausgewählt und in Portland stationiert. Vom 22. bis zum 23. Juli 1947 nahm sie an der Flottenschau der Home Fleet im Clyde teil. Im Jahr 1947 wurde sie in Devonport 1947 überholt und im Sommer 1949 nahm sie an NATO-Marineübungen teil. Im November 1949 wurde sie zur Überholung aus dem Ausbildungsgeschwader abgezogen, bevor sie in die Reserve versetzt wurde. Im August 1950 wurde sie endgültig ausgemustert und von August 1950 bis April 1957 im Clyde aufgelegt. Am 30. April 1957 wurde sie aus der Marineliste gestrichen und auf die Abwrackliste gesetzt. Am 17. Dezember 1957 wurde sie an Shipbreaking Industries Ltd. in Faslane zum Abwracken verkauft.

## Technik
Das Schiff hatten eine Gesamtlänge von 227,12 m, eine Breite von 31,45 m und einen maximalen Tiefgang von 10,90 m. Die Verdrängung lag zwischen 38.359 t. und 43.314 t.

### Antrieb
Das Schiff war mit vier Parsonsturbinen ausgestattet, die jeweils eine Welle antrieben und insgesamt 110.000 Shp (80.905 kW) entwickelten, mit denen das Schiff eine Höchstgeschwindigkeit von 28 Knoten (51,8 km/h) erreichte. Der Dampf wurde von acht Admiralty-Trommelkesseln mit einem Arbeitsdruck von 26 bis 28 bar geliefert. Die Schiffe konnten maximal 3.830 t Heizöl mitführen, was ihnen bei 10 Knoten (19 km/h) eine Reichweite von 15.600 Seemeilen (28.891 km) ermöglichte. Die Besatzungen der Schiffe bestanden aus 1400–1578 Offizieren und Mannschaft.

### Bewaffnung
Die Hauptbewaffnung bestand aus zehn 356-mm-Kanonen in einem Zwillingsturm vorne und zwei Vierfachtürmen, vor und hinter den Aufbauten. Die Geschütze des Zwillingsturms waren auf Mk-II-Lafetten mit einem Gewicht von 929 t gelagert, während die Kanonen der Vierfachtürme auf Mk-III-Lafetten mit einem Gewicht von 1.607 t montiert waren. Die Geschütze selbst wogen 80,865 t und hatten bei einer maximalen Elevation von 40 Grad und einer Mündungsgeschwindigkeit von 756 m/s eine Reichweite von 35.260 m. Die Kanonen feuerten die 721 kg schweren Granaten mit einer Kadenz von zwei Schuss pro Minute. Die Sekundärbewaffnung bestand aus sechzehn 133-mm-Schnellfeuergeschützen, in acht Mk-I-Zwillingslafetten mit einem Gewicht von 78 t. Das Geschütz selbst wog 4,362 t und hatte bei einer maximalen Elevation von 45 Grad und einer Mündungsgeschwindigkeit von 814 m/s eine Reichweite von 21.397 m. Außerdem hatten die Schiffe zur Flugabwehr 32 Stück 40-mm-2-Pfünder „pom-pom“, zehn 40-mm-Bofors-Geschütze, fünfzehn 20-mm-Oerlikon-Maschinenkanonen und drei 20-fach-Glattrohrraketenwerfer installiert.

### Panzerung
Der Hauptpanzergürtel war 126 m lang und reichte bis knapp über die Außenflächen der Barbetten „A“ und „Y“ hinaus. Auf Höhe des Maschinenraums hatte er eine Stärke von 355 mm und auf Höhe der Magazine war er 381 mm dick. Die Oberkante des Panzergürtels befand sich auf der Höhe des Hauptdecks etwa 4,49 m über und 2,59 m unter der Wasserlinie. 254 bis 304 mm dicke Querschotten schlossen die vorderen und hinteren Enden der Gürtelpanzerung zwischen Haupt- und Unterdeck ab. Das Hauptdeck war zwischen 124 und 149 mm dick. Die Barbetten waren zwischen 274 und 324 mm dick. Der Kommandoturm war mit 76 bis 101 mm gepanzert. Die Geschütztürme waren an der Front 324, an den Seiten, 228 auf der Rückseite 174 und auf dem Dach 149 mm dick. Die Geschütztürme der 133-mm-Kanonen waren rundherum mit 38 mm Panzerung versehen. Der Splitterschutz für die Sekundärmagazine war ebenfalls 38 mm dick. Das Torpedoschott war 444 mm dick und erstreckte sich über die gesamte Länge des Panzergürtels.

### Sensoren
Die Hauptbewaffnung war mit einem Typ-285-Feuerleitradar ausgestattet. Der Feuerleitrechner achtern war mit einem Feuerleitradar Typ 274 ausgestattet und die Feuerleitrechner für die leichte Flugabwehr war mit einem Feuerleitradar Typ 283 ausgerüstet die sich querab und achtern der Aufbauten befanden. Zusätzlich hatten die Schiffe ein Boden-Luft-Frühwarnradar Typ 277 und ein Sekundärradar zur Freund-Feind-Unterscheidung vom Typ 242. Mit dem Typschiff der King-George-V-Klasse führte man 1940 den Mk-IV-Pom-pom-Zielrechner in der Royal Navy ein, was die King George V damit zum ersten Schiff der Welt machte, das über eine gyroskopische Zielverfolgung in tachymetrischen Flak-Zielrechnern verfügte.